# Bretonnières
Bretonnières est une commune suisse du canton de Vaud, située dans le district du Jura-Nord vaudois.

## Histoire
Bretonnières fut mentionné en 1154 sous le nom de Bretoneres. Un mégalithe, des « fortifications » de date indéterminée et une route romaine y furent découverts. Bretonnières dépendait au Moyen Age du couvent de Romainmôtier, sous la surveillance d'un mayor local. Le village faisait partie du bailliage de Romainmôtier sous le régime bernois puis du district d'Orbe de 1798 à 2007.
L'église date dans ses parties les plus anciennes des XIe – XIIe siècles ; elle abrite probablement la plus vieille table de communion protestante. Paroisse mentionnée dès 1228, Bretonnières est depuis la Réforme une annexe de Romainmôtier. Bien que traversé par la route du col de Jougne et, depuis 1870, par la ligne de chemin de fer Lausanne-Vallorbe-France, ce village est resté campagnard. Faute d'emplois locaux, de nombreux habitants travaillent dans l'industrie régionale. Le groupe LafargeHolcim exploite une gravière dans la commune.

## Géographie
Bretonnières se situe au pied du Jura.

### Localisation

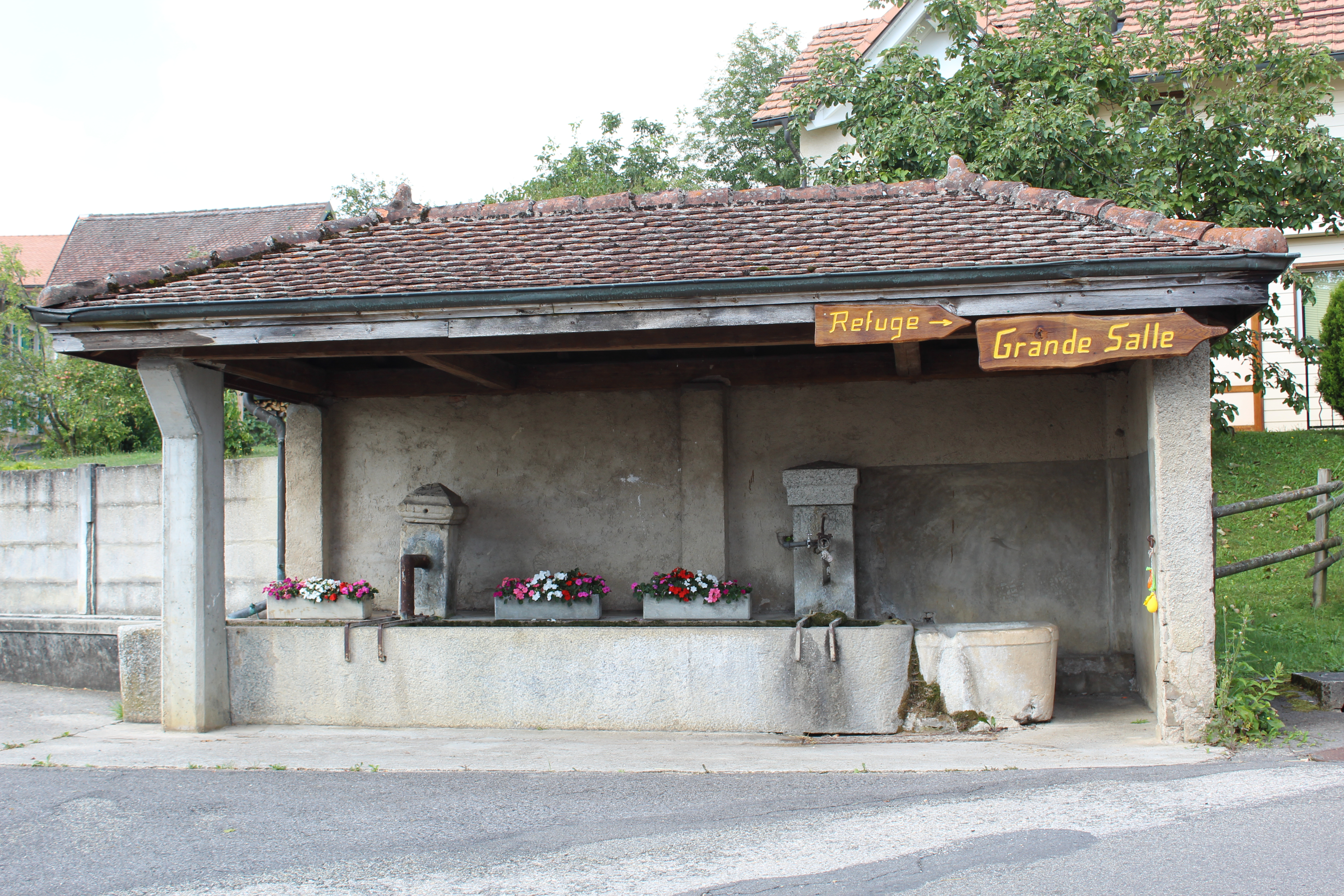
Fontaine-lavoir.
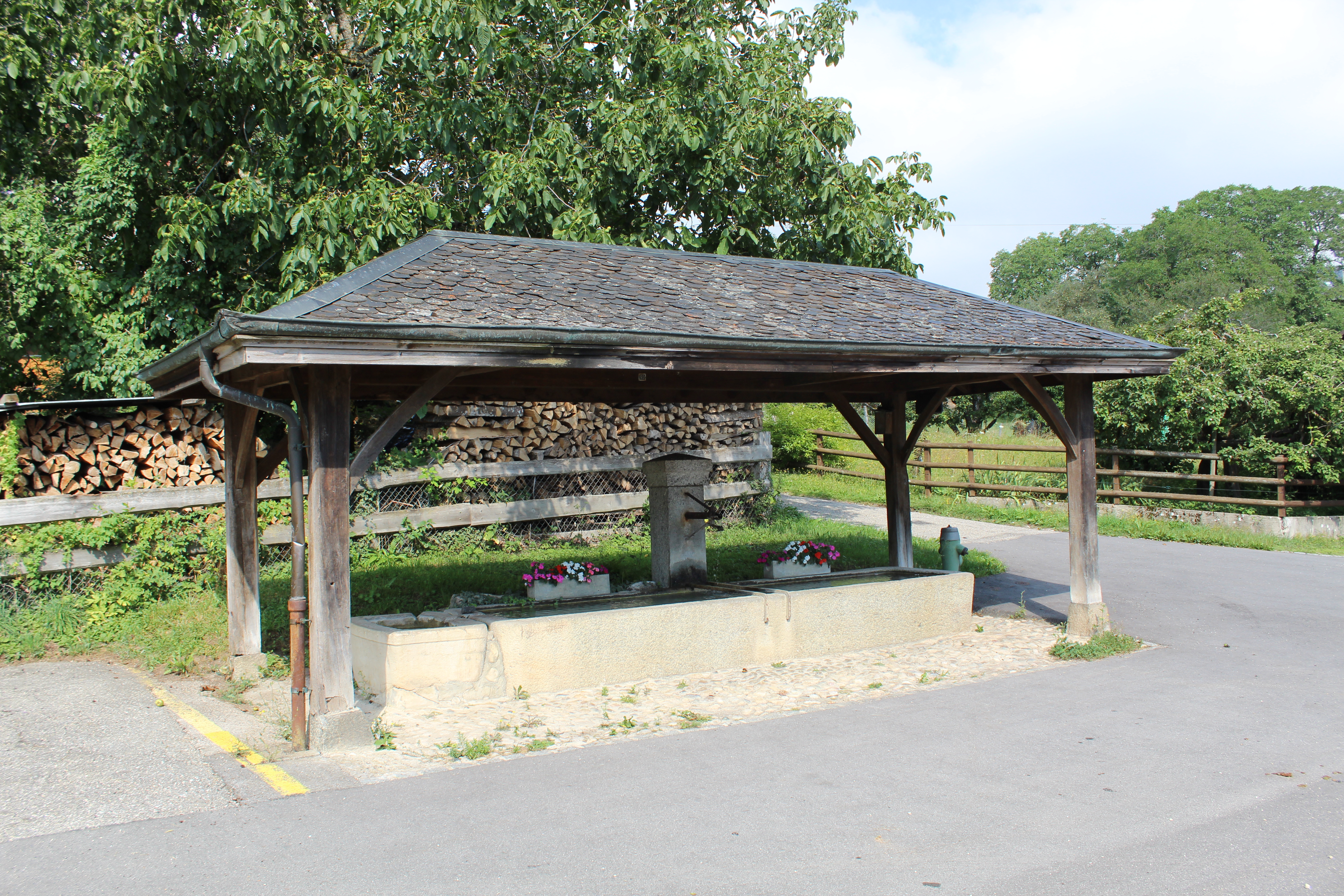
Lavoir-abreuvoir.

## Population

### Surnom
Les habitants de Bretonnières sont surnommés les Caque-Lentilles (lè Caca-Leintelye en patois vaudois), parce que la plante y était largement cultivée.

### Le temple

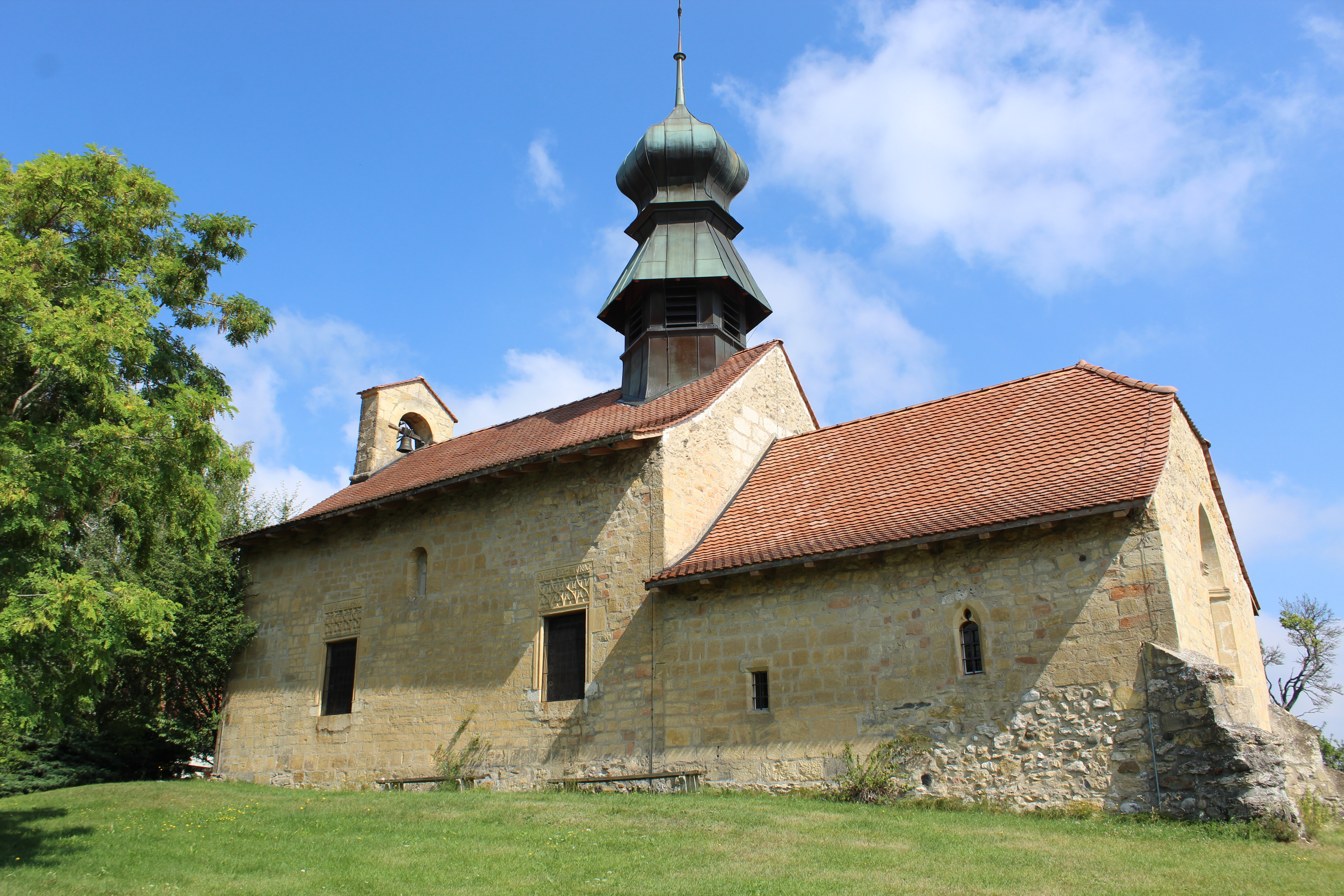
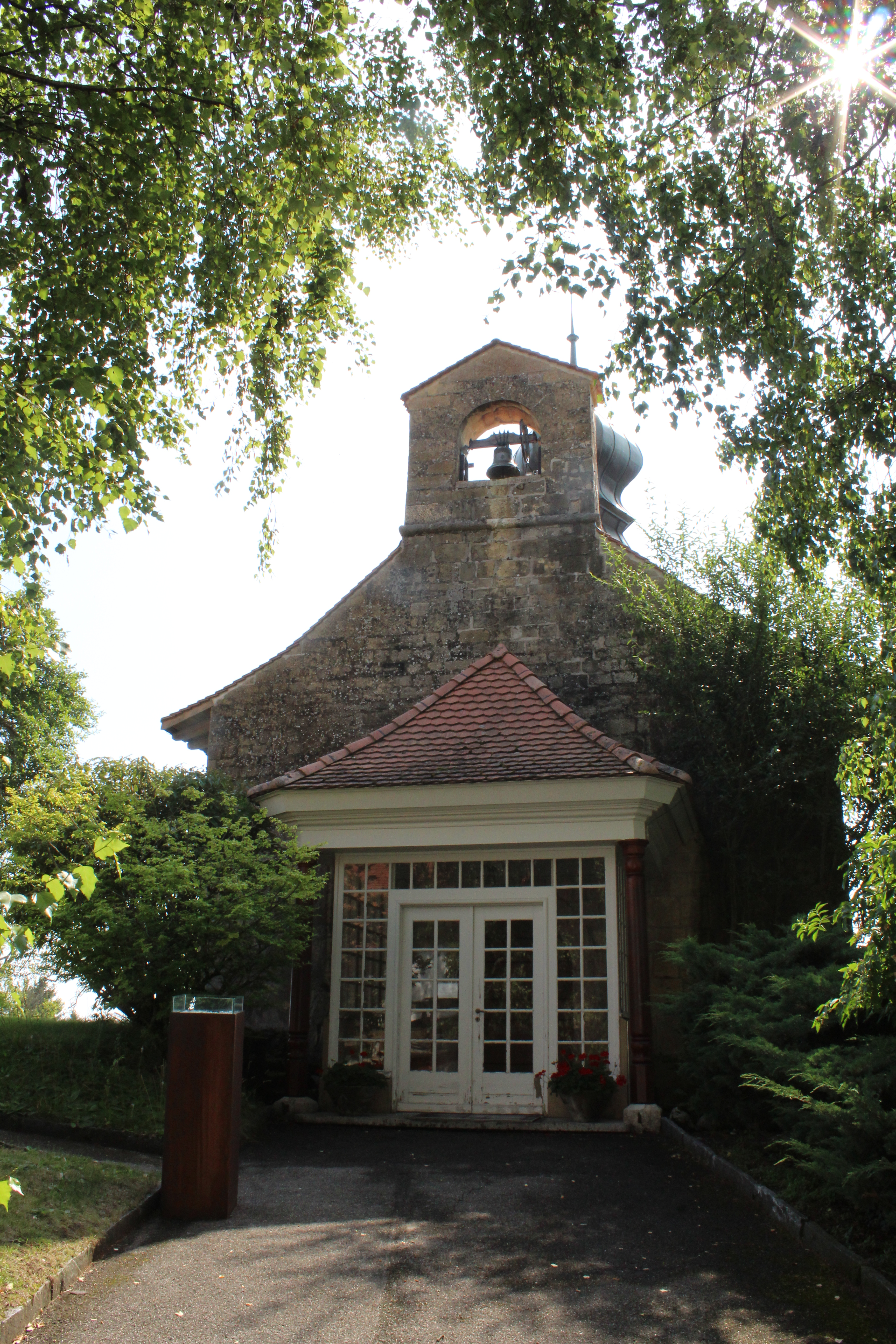
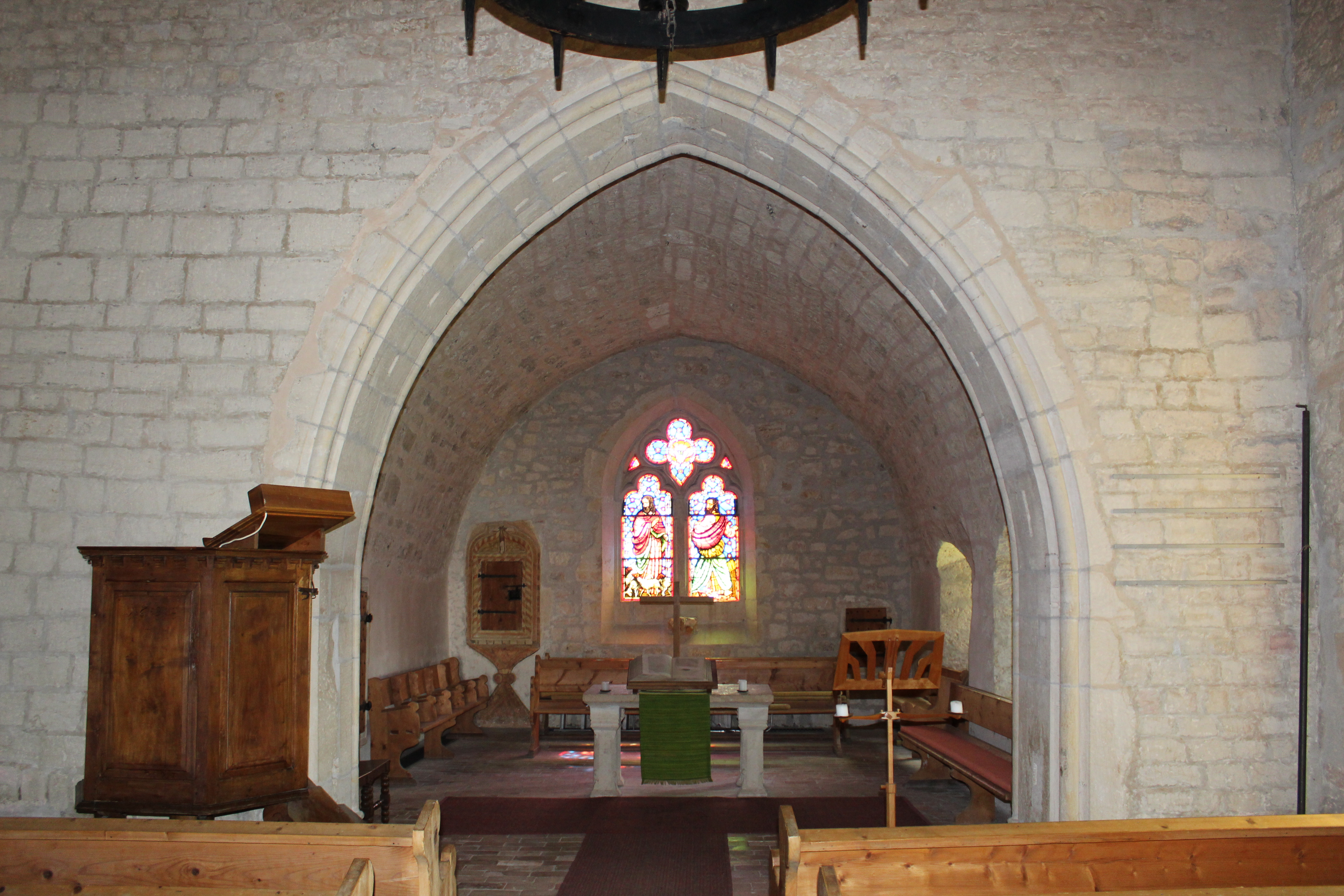
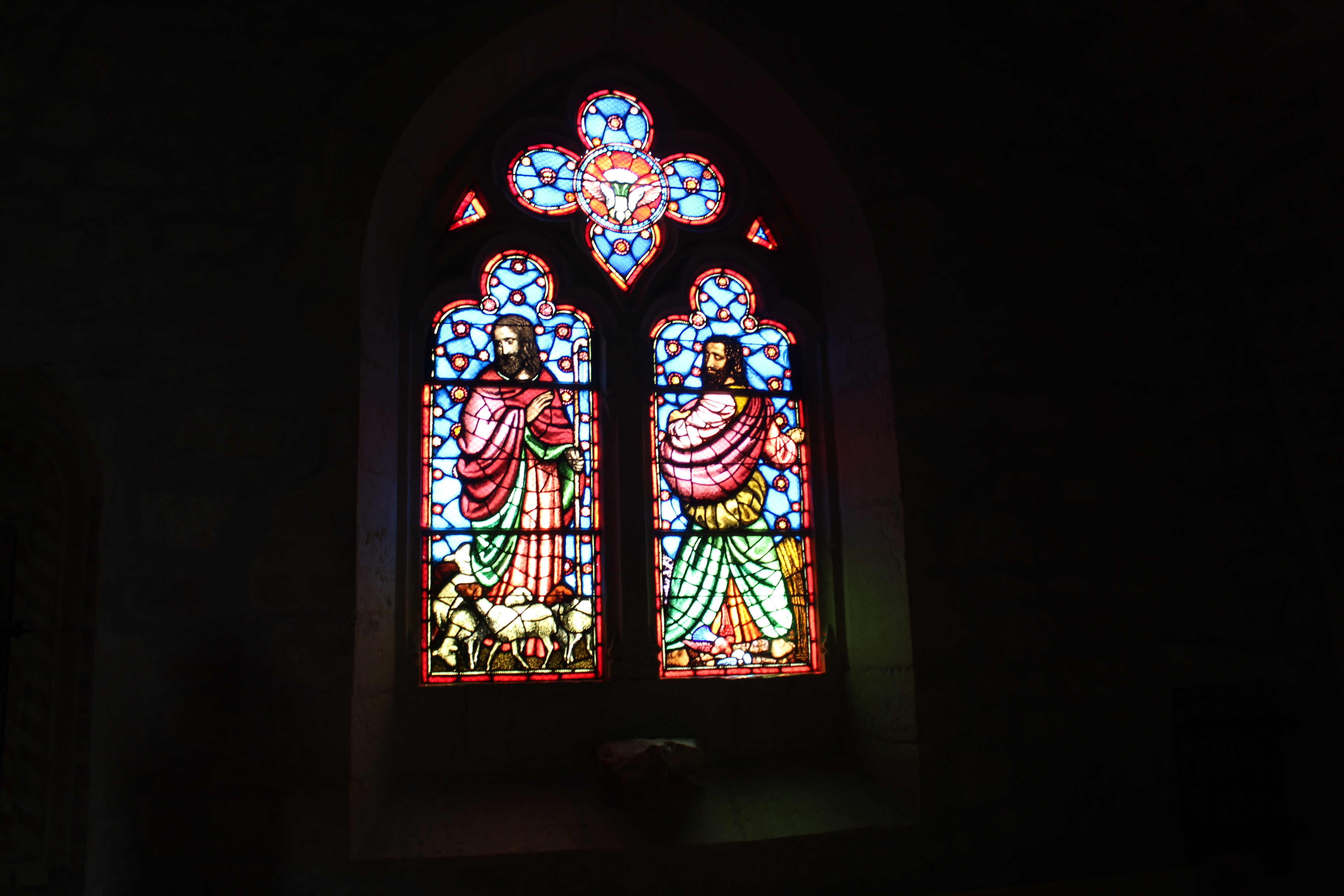
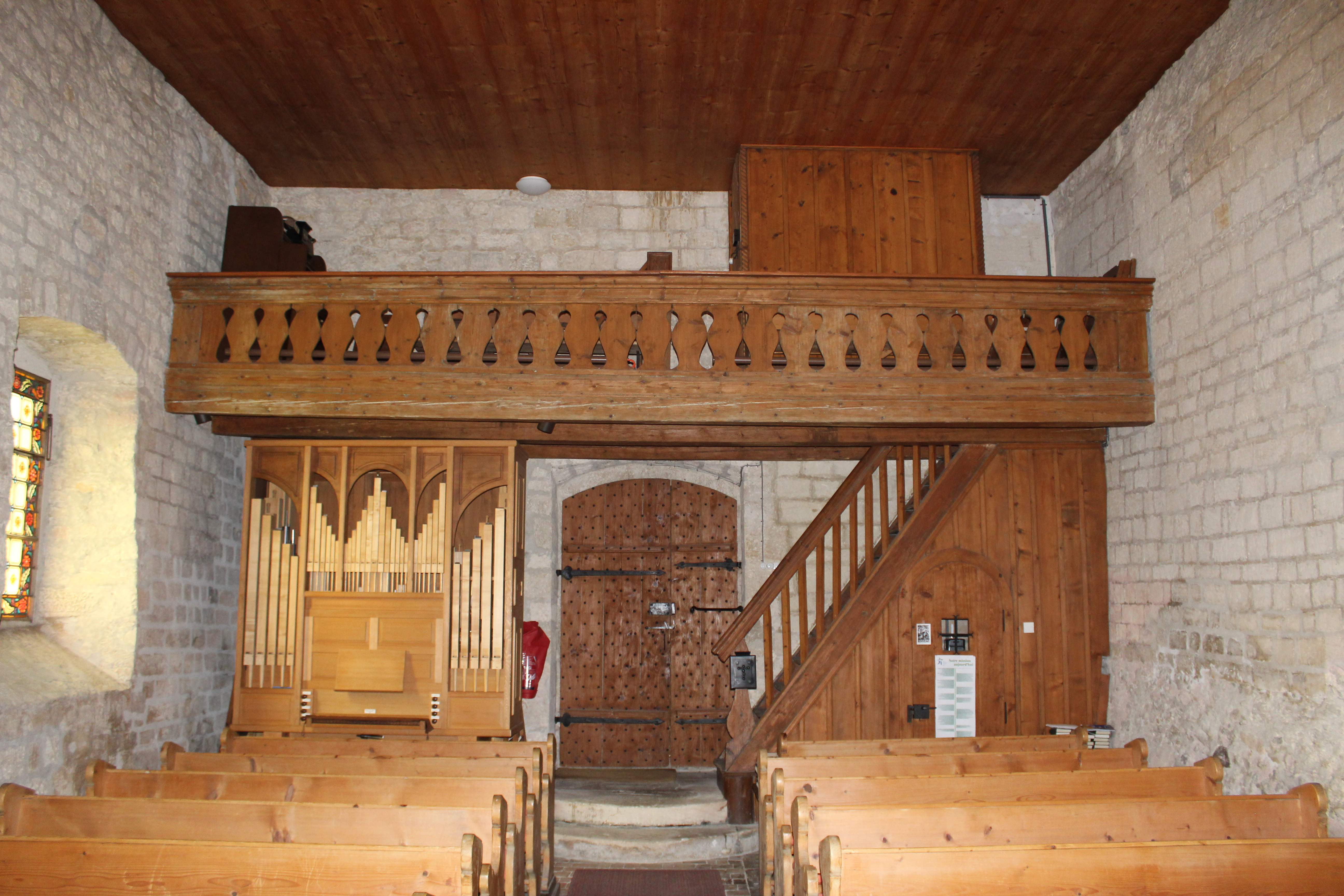

## Patrimoine bâti

### L'église

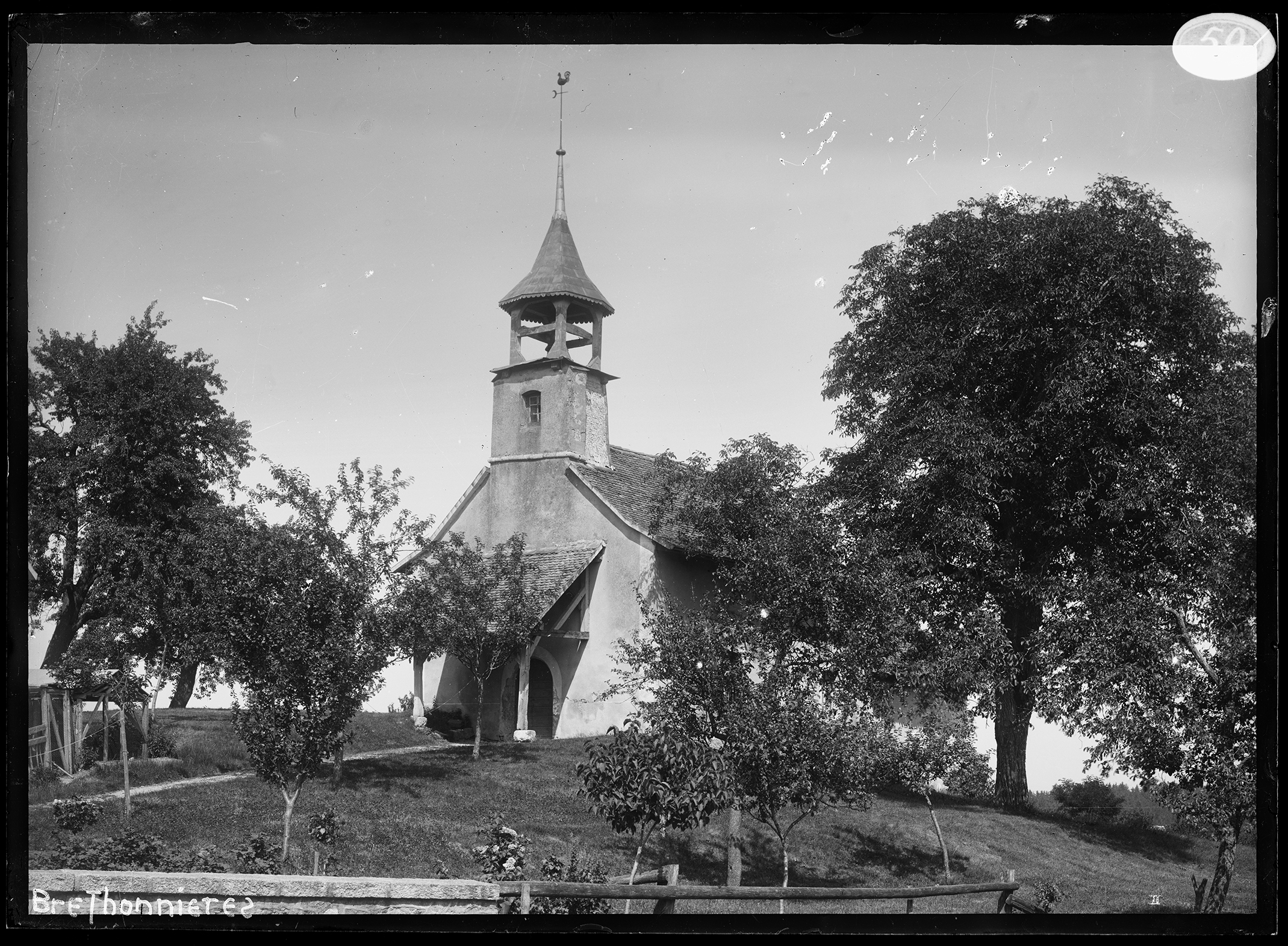
Église de Bretonnière dans son état ancien, avant la restauration de 1907. Photographie Albert Naef, 1905.

Lhistoire de l'église de Bretonnières remonte à la fin du XIe siècle ou début du XIIe siècle. Agrandie à l'époque gothique, elle a été remaniée en 1742 et a fait l'objet d'une fouille archéologique, puis d'une importante restauration quelque peu fantaisiste en 1907, qui l'a dotée d'un clocher-arcade de type roman et d'un clocher à bulbe, dans le goût savoyard. Classé monument historique, ce sanctuaire possède d'intéressants objets liturgiques, notamment une coupe de communion du XVIe siècle et une autre des années 1600.

## Démographie
Bretonnières compte 16 feux en 1529 puis 161 habitants en 1764, 168 en 1798, 231 en 1850, 252 en 1900, 281 en 1920, 219 en 1950, 171 en 1990, 200 en 2000 et 264 au 31 décembre 2022.

## Transports
Bretonnières dispose d'une gare située sur la ligne Lausanne-Vallorbe ouverte en 1926.